# 叫我驅魔男神
《叫我驅魔男神》（英語：Demon Hunters）是一部台灣與印度合拍的奇幻動作喜劇片。由陳玫君執導，林哲熹及阿然·巴傑瓦領銜主演，其他主演包括雷嘉汭、高捷、張懷秋、江譚佳彥（Chongtham Jayanta Meetei）、吳震亞、大根和游安順。電影故事融合了印度神話與台灣道教文化，講述驅魔人湯仔（林哲熹飾演）意外結識印度人巴巴吉（江譚佳彥飾演）與桑傑（Sanjay，巴傑瓦飾演）。湯仔與同樣擁有驅魔本領的桑傑攜手合作，對抗魔神「阿修羅」。

## 演員
- 林哲熹飾演湯仔：台灣驅魔人兼網路紅人。
- 阿然·巴傑瓦飾演桑傑（Sanjay）：印度驅魔人。
- 雷嘉汭飾演阿嚕咪：湯仔的女友。
- 高捷飾演鐵雄：黑幫老大，瘋吉的舅舅。
- 張懷秋飾演瘋吉：黑幫接班人。
- 江譚佳彥（Chongtham Jayanta Meetei）飾演巴巴吉（Babaji）：桑傑之友。
- 吳震亞
- 大根
- 游安順飾演湯震：湯仔的爺爺。

## 製作
《叫我驅魔男神》由光盛影業和克雷奧斯娛樂集團（Kleos Entertainment Group）製作，由陳玫君執導，香港籍的張東亮擔任攝影指導。2023年9月公開林哲熹、雷嘉汭、高捷等主演陣容，擔任主演之一的印度演員阿然·巴傑瓦來台灣參與拍攝。其中，陳玫君繼《林北小舞》（2017年）後再次與高捷合作。
電影2023年9月29日舉行開鏡儀式，10月展開主要拍攝。2023年11月24日，劇組宣告殺青，結束為期六十天的拍攝。

## 發行
《叫我驅魔男神》起初預定2024年冬季上映。電影登上2024年坎城影展的電影市場，以尋求國際發行商。

## 外部連結
- 《叫我驅魔男神》的Facebook專頁
- 互联网电影数据库（IMDb）上《叫我驅魔男神》的资料（英文）
- 《叫我驅魔男神》在光盛影業網站上的頁面 （页面存档备份，存于）